# 세계면
끈 이론에서 세계면(世界面, 영어: worldsheet 월드시트[*])은 1차원 물체인 끈이 시간에 따라 움직이면서 그려내는, 시공간 속의 (2차원) 곡면이다. 0차원 물체인 점입자의 세계선에 대응되는 개념이다. 보다 더 일반적으로, {\displaystyle p}차원 막(brane)은 {\displaystyle p+1}차원 세계부피(영어: worldvolume 월드볼륨[*])를 그려낸다.

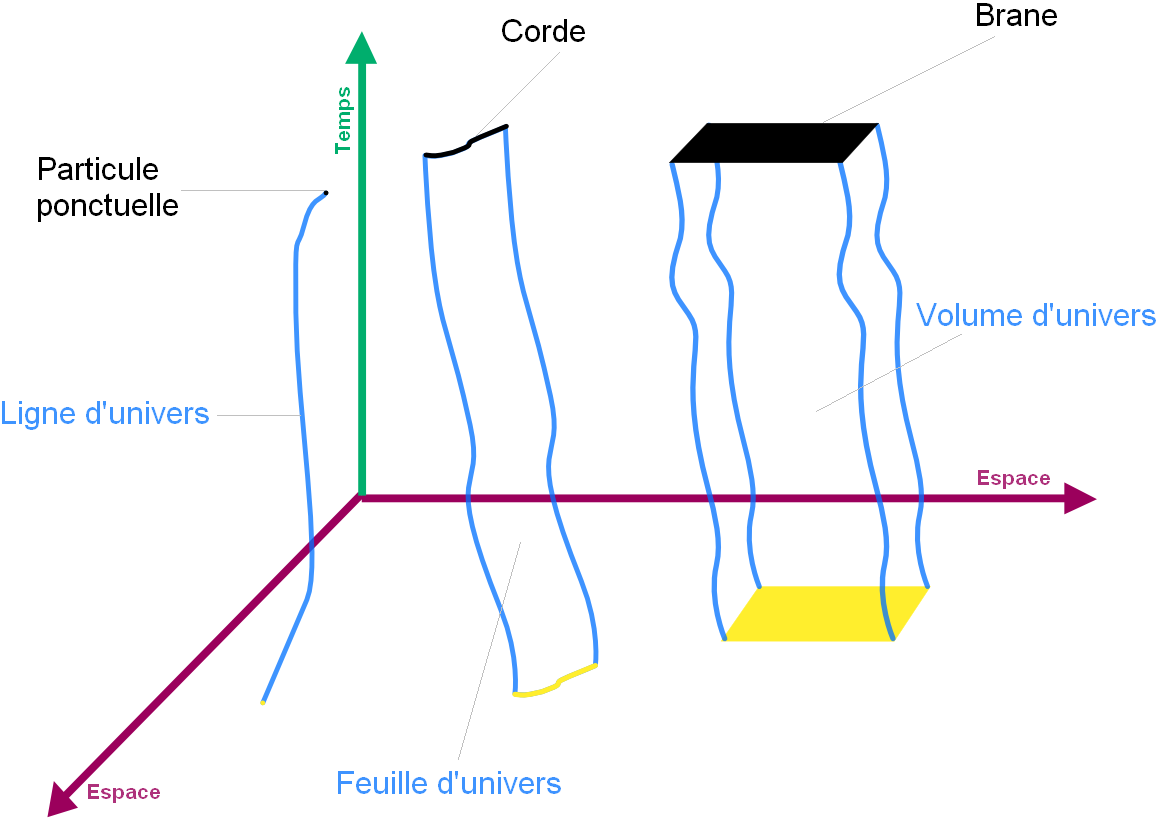
점입자(particule ponctuelle)의 세계선, 끈(corde)의 세계면, 막(brane)의 세계부피. z축은 시간(temps), x와 y축은 공간(espace)을 나타낸다.